# Гомотюк Евстахій
Евста́хій Гомотю́к (4 січня 1897, Гусятин — 3 лютого 1973, Гартфорд, Коннектикут) — український галицький вояк та кооперативний діяч. Хорунжий УСС і Січових Стрільців Армії УНР.

## Життєпис
Народився 4 січня 1897 в Гусятині.
Батько — поштовий працівник, тримав велике господарство. Отримав середню освіту у Чорткові та Тернополі, також пройшов правничі студії та кооперативне навчання.
У серпні 1914 р. вступив до Легіону УСС і в рядах сотні Д.Вітовського брав участь в здобутті Галича, а у 1915 р. попав у російський полон.
Перебуваючи в Києві, встигав навчатися у Київському університеті на факультеті права, та працював у друкарні. У листопаді 1917 р. вступив до Київських Січових Стрільців і брав участь в київських боях в сотні А. Домарадського.
Потім був у кінному відділі Франца Бориса, згодом — командантом кінної розвідки при 1-їй батареї 1-го гарматного полку Січових Стрільців.
Після видужання від тифу служив короткий час у кінний сотні 4 Золочівської бригади, а в кінці в 3-їй Залізній дивізії генерала Удовиченка.
Після закінчення війни повернувся до Гусятина. Організовував в окрузі аматорські гуртки, хори, оркестри, якими часто диригував. Прибутки від вистав йшли на розвиток українського шкільництва.
З 1924 року працював в українській кооперації, згодом став директором Заліщикого Повітового Союзу Кооператив. В Чорткові став начальним директором Окружного союзу кооперативів.
Заочно студіював у Віденській Високій кооперативній школі. Дописував до «Господарсько-кооперативного часопису». Центросоюз відзначив його найвищою відзнакою — «Золотим колосом» — таких відзнак за весь час існування спілки було видано тільки 6.
Займався організаціями відділків товариств «Просвіта», «Сільський господар», «Рідна школа», пожежно-руханкового «Лугу».
До самого повернення радянських військ в 1944 був головою Батьківського гуртка при Чортківській районній гімназії «Рідної школи». Виїздить з родиною до Сяноку, Криниці, Відня, Зальцбурга. Працював книговодом в Німецькому кооперативному союзі — Альтгайм біля Бранау. Після зайняття міста американськими військами зголошується до Українського допомогового комітету. Відвідує в ролі дяка з о. Стебельським табір інтернованих вояків Української дивізії в Альтгаймі.
Емігрував до США, з березня 1948 — у складі Українського народного союзу, член Клубу заслужених союзовців. Стає засновником в Гартфорді українських громадських організацій, зокрема, УУА та УНД.
В 1952—1954 та з 1961 по 1972 рік — секретар 277-го відділу УНСоюзу. За словами головного секретаря УНС доктора Ярослава Падоха, за 10 років роботи на цій посаді приєднав до кооперативного руху 500 нових членів.
Входив до складу управ та активно працював у місцевих відділах Українського конгресового комітету та Організацій визвольного фронту.
Спомини Гомотюка з кооперативної праці використав доктор Ілля Витанович в «Історії Українського кооперативного руху», вийшла друком 1964.
Його син Олександр загинув в рядах дивізії «Галичина» в боях під Бродами. Донька Ірина — мисткиня, займається малярством.